# Uma Casa de Bonecas
Uma Casa de Bonecas (no original em norueguês: Et Dukkehjem) é uma peça teatral do dramaturgo norueguês Henrik Ibsen, escrita em 1879. Começou a ser elaborada em 1878 e foi concluída em 1879, sendo representada pela primeira vez no “Det Kongelige Teater”, em Copenhage. No período de dois meses, a peça foi encenada nos principais teatros escandinavos, provocando muitas polêmicas acerca de seu teor, que denunciava a exclusão das mulheres na sociedade burguesa. Com essa peça, Ibsen passa a ter destaque dentro e fora da Escandinávia.

## Personagens
- Torvald Helmer, gerente de banco.
- Nora Helmer, sua esposa.
- Senhora Linde.
- Doutor Rank, médico.
- Nils Krogstad, advogado.
- Ivar, Bob e Emmy, filhos dos Helmer.
- Anna-Maria, babá das crianças.
- Helena, criada dos Helmer.
- Um entregador.

## Enredo
Fonte

### Ato I
O livro apresenta um perfil do relacionamento entre Nora e o marido, Helmer. É época de Natal e Nora chega com uma árvore, com cuidado para que as crianças não a vejam antes de ser enfeitada. O marido conversa com ela, de forma paternal, chamando a atenção para os seus gastos exagerados, mas ao mesmo tempo mimando-a. Costuma chamá-la carinhosamente de “cotovia”, “esquilo”, “minha menininha”, de forma a tratá-la como criança travessa, ao que ela aquiesce, agindo de forma infantil e sem maiores responsabilidades, preocupada apenas em satisfazer pequenos prazeres do dia a dia, como comprar presentes e preparar a festa de Natal. Nora pergunta ao marido se já convidou Doutor Rank para a festa, ele relata que sim, fala do vinho que comprou para a noite e lembra da festa do ano anterior.

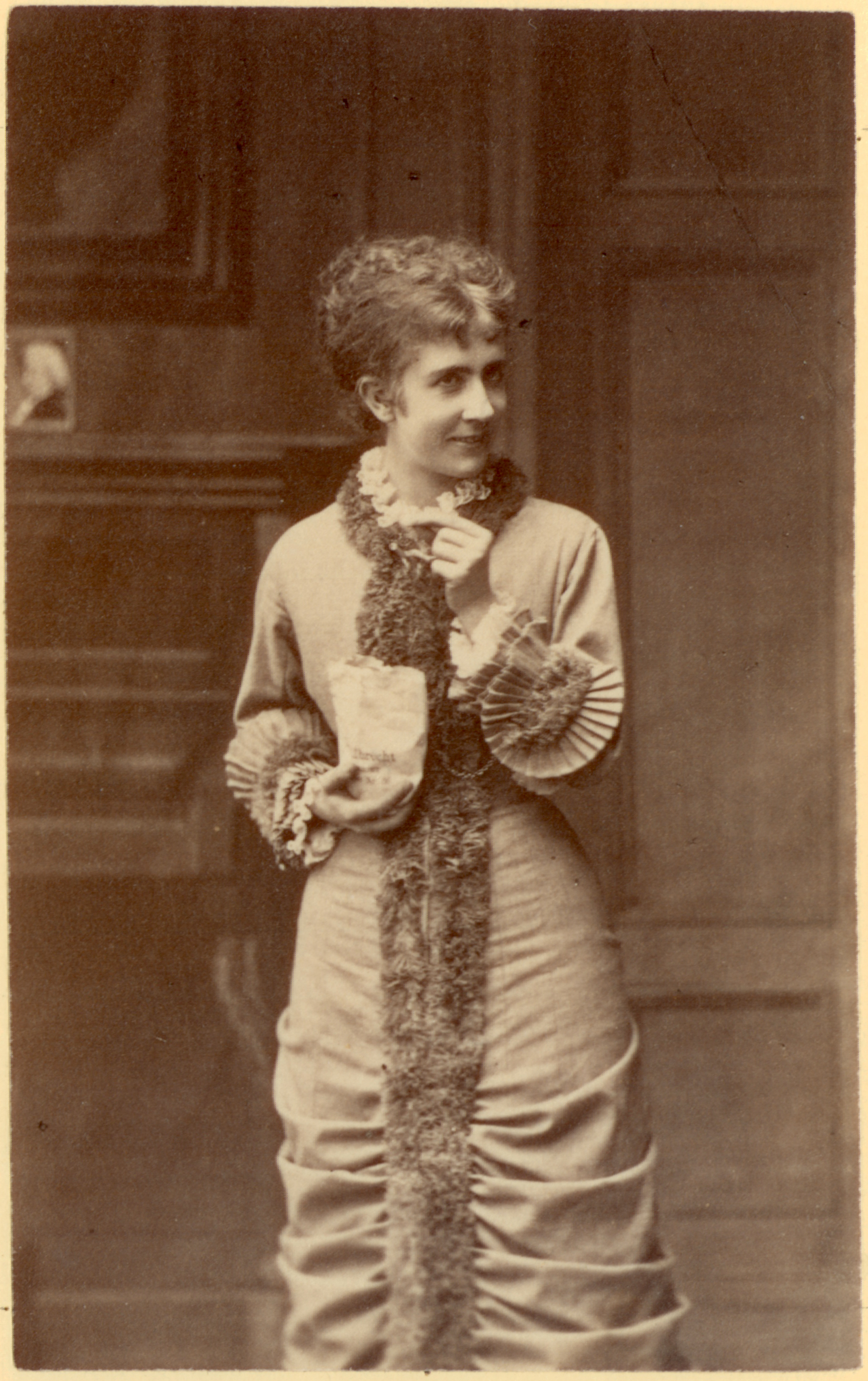
Betty Hennings representando Nora em Copenhague, entre 1879 e 1880.

Repentinamente, a criada Helena anuncia a chegada de uma mulher e do Doutor Rank, concomitantemente e, enquanto Helmer recebe Rank no escritório, Nora recebe a mulher, a quem inicialmente não reconhece e que depois constata ser a Sra. Cristina Linde, sua antiga colega de escola. Nora se desculpa por não ter lhe escrito quando da morte do marido, há três anos, e se apieda por Cristina ter ficado completamente só, sem filhos e sem bens. Relata estar muito feliz, pois Helmer fora nomeado, havia poucos dias, diretor do Banco de Investimentos, e assumiria o posto no próximo ano, o que traria estabilidade à família, fazendo com que não precisassem mais fazer economia. Nora relata para a amiga que ajudou a família fazendo pequenos trabalhos artesanais, e que Helmer adoecera, obrigando-os a passar um ano na Itália, em tratamento, com o dinheiro do pai dela. Cristina, por sua vez, relata que casara porque sua mãe estava doente e ela precisara sustentar os irmãos. Apesar disso, quando o marido morreu, precisou fazer diversos trabalhos até que, agora, com a morte da mãe e a independência dos irmãos, voltara em busca de um emprego estável, e acreditava que Helmer pudesse ajudá-la. Nora se prontificou a falar com o marido sobre o assunto.

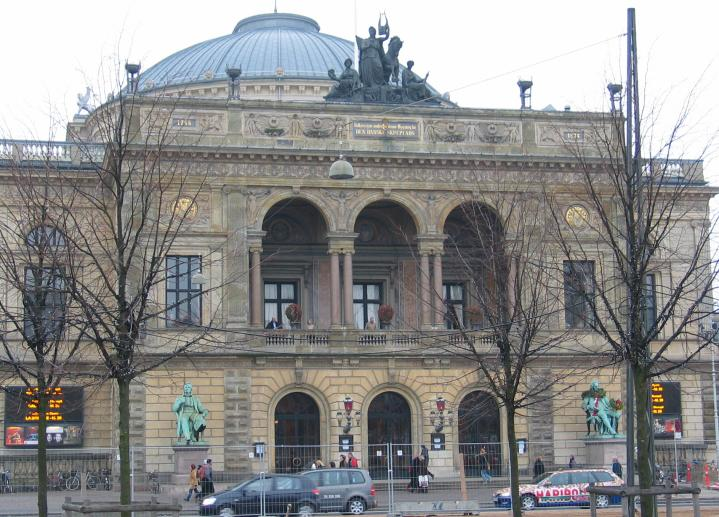
Kongelige Teater, em Copenhage, onde "Casa de Bonecas" foi representada pela primeira vez, em 1879

Cristina insinua que Nora não conhece o “lado feio da vida”, que é uma “criança grande”, e Nora contesta, confidenciando-lhe que fora ela que salvara a vida do marido. Na verdade, todos pensavam que fora seu pai que os ajudara na viagem à Itália, e mediante o fato de ele ter logo falecido, continuaram a pensar assim. No entanto, fora ela, Nora, quem conseguira o dinheiro, através de um empréstimo que ainda pagava com pequenos sacrifícios e economias, sem seu marido saber. A campainha toca novamente, e a criada anuncia o Sr. Krogstad, que quer falar com Helmer sobre seu cargo no banco, já que Helmer será seu patrão. Cristina o reconhece, dizendo que ele se dedica a “negócios de toda espécie”. Doutor Rank entra na sala, vindo do escritório, e é apresentado à Sra. Linde. Rank comenta sobre Krogstad, que agora se encontra no escritório de Helmer, e discorre sobre a falta de caráter dele. Quando Helmer sai do escritório, é apresentado a Cristina e, para satisfação de Nora, promete lhe conseguir algum emprego. Helmer, Rank e Cristina saem, e na saída, encontram-se com os três filhos do casal, que chegam com a governanta Anna-Maria.
Nora fica a sós com os filhos e, repentinamente, Krogstad entra pela porta entreaberta, para lhe falar. Falam a sós e Krogstad pede que Nora interfira por ele com o marido, mantendo-o num bom cargo no banco, e quando Nora recusa, ele ameaça contar a seu marido sobre o empréstimo que ele lhe fez. Nora acredita que o empréstimo está quase pago, porém Krogstad esclarece que ela não prestou atenção às condições do contrato. Ela assinara as promissórias, e seu pai assinara como avalista, porém a data que estava em branco fora fixada três dias após o pai de Nora haver morrido, além de a assinatura e a letra não serem a do falecido. Nora admite ter ela mesma assinado o documento, e não o pai, pois ele estava doente. Krogstad ameaça levar o documento à Justiça, para prejudicar Nora e o marido, e sai. Nora fica preocupada, mas começa a arrumar a árvore de Natal, quando Helmer chega e pergunta se Krogstad lhe pedira para interceder por ele; Nora nega e disfarça, envolta com os arranjos de Natal. Helmer relata que Krogstad falsificou uma assinatura, e comenta da baixeza desse ato, em especial perante o mau exemplo para os filhos; depois pede que Nora não interceda por Krogstad. Nora fica perplexa e assustada, com a possibilidade de o marido não a perdoar mais.

### Ato II

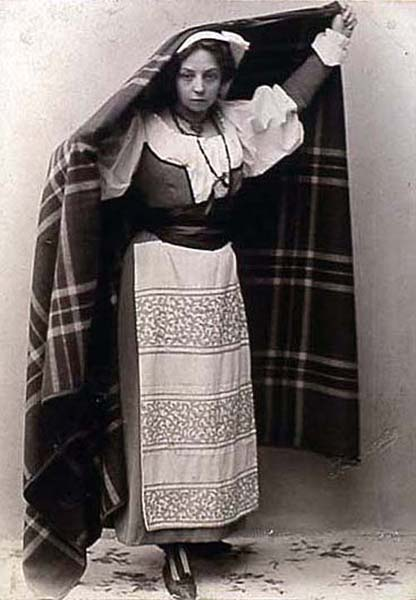
A atriz russa Vera Komissarzhevskaya representando Nora no teatro, em 1904.

No mesmo cenário, ao lado da árvore de Natal, Nora está preocupada. A governanta a ajuda com a caixa de fantasia, e Nora lhe pergunta sobre a filha, que se criou longe de Anna-Maria, pelo fato de essa precisar trabalhar. Anna-Maria sai e Nora fica imersa em preocupações. Cristina entra, e Nora lhe fala sobre a festa de fantasias a que ela e o marido vão comparecer à noite, no apartamento dos vizinhos do andar de cima. Enquanto costuram, Cristina lhe pergunta sobre o Doutor Rank, achando-o deprimido, e insinuando que ele seja um admirador que emprestou a Nora o dinheiro para o tratamento do marido. Nora nega, revela que Doutor Rank está doente, mas aventa a possibilidade de lhe pedir ajuda. Cristina percebe que ela está lhe escondendo alguma coisa, mas Helmer chega e Cristina se recolhe para o quarto das crianças. Nora pede delicadamente a Helmer que conserve o emprego de Krogstad no banco, mas ele recusa, pois esse será o emprego de Cristina. Nora tenta convencê-lo, mas Helmer está firme e apresenta outras razões para demiti-lo, mandando Helena levar um recado escrito para Krogstad, a sua demissão. Nora fica desesperada, e quando o marido sai para o escritório, Doutor Rank chega.
Doutor Rank mostra-se pessimista com a própria saúde, e pede que Helmer não esteja à sua cabeceira quando falecer. Nora o consola, mostra-lhe trivialidades de sua fantasia, e o médico revela-se grato por frequentar-lhe a casa. Nora se sente à vontade com a amizade dele e se acha movida a lhe pedir ajuda, quando Rank confessa-lhe o seu amor, deixando-a embaraçada e sem coragem de lhe pedir um favor. Enquanto conversam, a criada Helena lhe traz um cartão, que Nora olha e guarda no bolso, desculpando-se com Rank e saindo. Krogstad a aguarda na cozinha.
Krogstad relata ter recebido a carta de demissão; Nora diz que nada pôde fazer, e ele relata ter em seu bolso uma carta para Helmer, contando tudo, e pede que ela o ajude, não em dinheiro, mas em reabilitação, influenciando Helmer e conseguindo-lhe um emprego mais elevado no banco. Nora não aceita e ele a ameaça, dizendo que sua reputação depende dele, depois sai e Nora o ouve colocando a carta na caixa do correio. Quando Cristina chega, Nora lhe mostra a carta na caixa, e diz ser de Krogstad, e conta a ela o que aconteceu. Mediante o desespero de Nora, Cristina pretende ir atrás de Krogstad, e sai.
Nora vai até o escritório, abre a porta e conversa com Helmer e Rank, tentando distrair o marido antes que ele vá até a caixa de correio. Tenta distraí-lo com o ensaio de dança, e pede que não abra a correspondência até depois da festa. Cristina volta; a criada os chama para o jantar. Cristina segreda a Nora que Krogstad saiu da cidade, e que ela lhe deixou um bilhete. Nora lhe diz que não está mais preocupada, pois ocorrerá um milagre e se prepara para o jantar.

### Ato III
O terceiro ato ocorre na própria sala anterior. A Sra. Linde está sentada, lendo, e Krogstad entra pelo vestíbulo, relatando ter recebido seu bilhete; Cristina está só, pois o casal foi ao baile à fantasia, no andar de cima. Os dois revelam um relacionamento anterior, e Krogstad lhe cobra o fato de ela o ter abandonado, ao que Cristina se desculpa, pois na época tinha mãe doente e irmãos para criar, e não podia esperar pelos projetos dele, que pareciam muito distantes, tendo assim se casado com outro. Cristina e Krogstad revelam que perceberam que ela ocuparia o lugar dele no banco. Ela sugere que fiquem juntos novamente, pois ela se sente sozinha, e ele aceita, alegremente. Krogstad pensa em voltar atrás em sua atitude com os Helmer, e decide pedir a carta de volta. Cristina o dissuade, pois relata ter visto muitas coisas naquela casa, sugerindo que seria melhor Helmer saber de tudo.

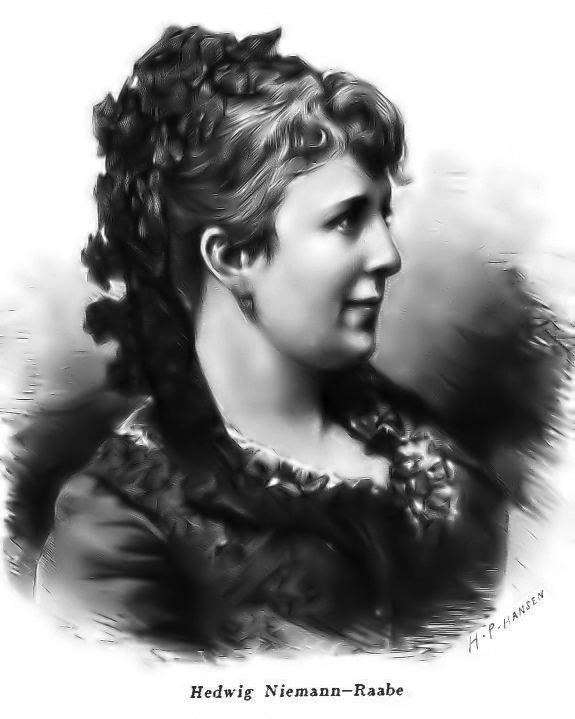
Hedwig Niemann-Raabe, atriz que interpretou Nora Helmer nos teatros alemães, na “versão alternativa”, escrita pelo próprio Ibsen

Krogstad diz que ainda precisa fazer uma coisa e que vai esperá-la, lá fora. Cristina fica feliz, por ter novamente alguém para cuidar. Nora e Helmer chegam do baile, e Cristina diz ter esperado para ver Nora fantasiada. Helmer elogia a esposa, que muito dançou durante a festa, e sai  para o quarto. Nora conversa com Cristina, perguntando se falou com Krogstad, e essa revela que Krogstad nada vai fazer, mas que o marido precisa saber de tudo; Nora nega. Helmer volta, e Cristina se despede e sai. Helmer e Nora ficam sós, e ele lhe fala de seu carinho, quando Rank chega. Conversam sobre generalidades da festa à fantasia, Rank pede um charuto e depois sai. Helmer vai até o escritório para olhar as cartas, e percebe que alguém mexeu na fechadura, tentando abri-la com um grampo. Helmer pega as cartas, Nora fica apavorada, mas Helmer encontra dois cartões de Rank, um encimado por uma cruz preta, e o casal percebe que o médico estava anunciando sua própria morte. Helmer se entristece com a perda do amigo e se fecha no escritório para ler as cartas, enquanto Nora se desespera, acreditando que o perderá, e aos filhos, para sempre. Repentinamente, Helmer abre sua porta, com uma carta nas mãos, mostrando-se incrédulo com o seu conteúdo. Nora diz que fez tudo por amá-lo, mas ele se ressente, acusando-a da falta de princípios que ela herdara do pai, julgando-a e preocupando-se com o fato de tal situação se tornar pública, expondo-os e tornando-o também suspeito. Proíbe-a de educar os filhos, e preocupa-se apenas com a manutenção das aparências.
Repentinamente, recebem uma carta de Krogstad, que devolve a promissória, e Helmer percebe que estão salvos e a rasga.
Helmer se alegra, considera tudo resolvido e a perdoa, mas Nora se mantém fria, apesar da atitude de arrependimento dele. Ela agradece, tira a sua fantasia, enquanto ele discorre sobre sua própria benevolência em perdoá-la, em protegê-la e salvá-la. Nora o convida para conversarem, e diz nunca o ter compreendido, até aquela noite. É a primeira conversa séria, de homem e mulher, que eles têm. Nora compara o comportamento dele com o de seu pai, pois ambos a tratavam como uma criança a ser protegida e cuidada, ambos brincavam com ela como se brincassem com uma boneca, evitando que ela participasse dos problemas e das decisões, transformando-a em filha-boneca e mulher-boneca. Nora reconhece não estar preparada para educar seus filhos, e confessa que vai embora, pois apenas sozinha poderá compreender a si mesma e ao mundo, e confessa não mais amar o marido. Devolve-lhe sua aliança, e diz que só voltará se acontecer o maior de todos os milagres: os dois se modificarem a ponto de fazer do casamento uma verdadeira vida em comum. 
Nora sai e Helmer fica só.

## Características
É um drama em três atos, em que Ibsen questiona as convenções sociais do casamento. A tragédia retrata a hipocrisia e convencionalismos da sociedade do final do século XIX.
Na época, mediante as tentativas de emancipação feminina, foi uma peça revolucionária, com grande repercussão entre feministas: a Europa inteira a discutiu. Houve censuras violentas lançadas contra a personagem principal, Nora, pois a época não perdoou seu abandono da casa e dos filhos.
Com essa peça, os críticos acreditam que Ibsen abriu caminho para a tragédia, pois foi a primeira solução trágica do autor: Nora abandona marido e filhos em busca da liberdade pessoal.

## Versão alternativa
Ao receber de seu tradutor alemão Wilhelm Lange, de Berlim, uma comunicação em que havia o temor de que a peça fosse encenada com outros finais, por preferência de grande parte dos teatros alemães, Ibsen resolveu ele mesmo fazer um final alternativo para Nora, para ser usado se necessário. Nessa versão, Nora não sai de casa. Ibsen observa, porém, que tal versão é totalmente contrária a sua vontade, e espera que não seja realmente usada, mas a faz mesmo assim, optando cometer ele próprio essa violência contra a peça, por temer que ela seja alterada inabilmente por outrem. Ele escreve ao jornal dinamarquês “Nationaltidende”, em 17 de fevereiro de 1880, revelando tal acontecimento.
Em 6 de fevereiro de 1880, a versão alternativa estreia em Flensburg, Alemanha, encenada pelo diretor de teatro Glotz, e os papéis de Nora Helmer e Torvald foram interpretados por Helene Schneider e Fritz Schönemann. A encenação recebeu boas críticas na imprensa local e foi encenada, nessa versão, em grandes cidades alemãs com a atriz Hedwig Niemann-Raabe como Nora, em Hamburgo, Hannover, Dresden e Berlim, mas não foi um sucesso; no Residenztheater, em Berlim houve protestos e manifestações contra a distorção da peça, até que foi decidido usar a versão original.
Fora da Alemanha “Casa de Bonecas” com final alternativo foi encenada apenas em uma vez, no Swedish Riksteatern Swedish, em 1956.

## Histórico
Ibsen iniciou com o seu trabalho em “Casa de Bonecas” em 1878, e conhecia o que se chamou “caso Laura Kieler”, e isso influenciou a sua peça. Laura Smith Petersen — cujo nome de casada posteriormente seria Kieler — teve um romance publicado em 1869, cujo título era “Brand`s Daughters: a Picture of Life”, e que era uma espécie de seqüência de Brand, de Ibsen. No ano seguinte, ela conheceu Ibsen e os dois se tornaram amigos; ela o visitou em Dresden em 1871, e cinco anos mais tarde - com seu marido Victor Kieler - em Munique.
Em 1876, Victor Kieler teve tuberculose e seu médico o aconselhou a uma estadia em um clima mais ao sul. Sem o conhecimento de seu marido, Laura Kieler pediu dinheiro emprestado para financiar o tratamento, mas aos poucos começou a ter problemas com seus credores pois, como Nora, ela cometera a falsificação, a fim de conseguir o dinheiro. O caso terminou em tragédia quando a falsificação foi descoberta, o marido pediu o divórcio, seus filhos foram tirados dela, e a pressão exercida sobre ela a levou a ser internada em um hospital mental por um tempo. Ibsen sabia de tudo isso quando estava trabalhando em “Casa de Bonecas”.
O manuscrito final da peça foi enviado para Frederik Hegel, de Amalfi, em 6 de outubro de 1879.

## Publicação
A primeira edição de “Casa de Bonecas” saiu em 4 de dezembro de 1879, pela Gyldendalske Boghandels Forlag (F. Hegel & Filho), em Copenhague, e era composta por 8000 exemplares, a maior edição até então das obras de Ibsen. O livro foi um sucesso, e a primeira edição foi esgotada em menos de um mês. A nova emissão de 4000 exemplares saiu em 4 de janeiro de 1880 e um terço das 2500 cópias em 8 de março do mesmo ano.
A peça se tornou o objeto de intenso debate, e foi o primeiro sucesso internacional de Ibsen, através da qual ele entrou na esfera da literatura mundial.

## Estreia teatral
A primeira apresentação de “A Casa de Bonecas” aconteceu no Det Kongelige (Royal) Teater, em Copenhage, a 21 de dezembro de 1879. Nora e Torvald foram interpretados por Betty Hennings e Emil Poulsen, e o diretor foi H. P. Holst.
A peça foi encenada em todos os principais teatros nos países escandinavos: em 08 de janeiro em Dramaten, Estocolmo; 20 de janeiro no Christiania Theater; 30 de janeiro no Den Nationale Scene, em Bergen; 25 de fevereiro na Finlândia. Na Alemanha houve produções em vários teatros durante o ano de 1880.

## Filmes

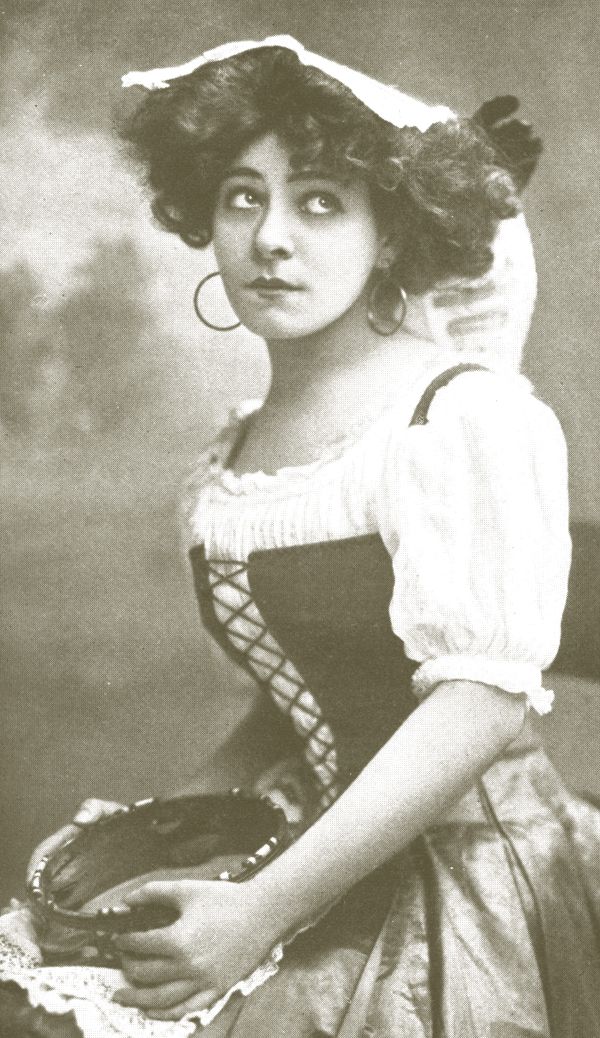
Alla Nazimova em versão cinematográfica de Casa de Bonecas, em 1922

- A doll’s House — filme estadunidense mudo de 1911, curta-metragem, estrelado por William Russell[9]
- A Doll’s House — filme estadunidense mudo de 1917, sob direção de Joseph de Grasse, com Lon Chaney e Dorothy Phyllips[10]
- A Doll’s House — filme estadunidense mudo de 1918, sob direção de Maurice Tourneur[11]
- A Doll’s House — filme estadunidense mudo de 1922, sob direção de Charles Bryant e estrela do por Alan Hale e Alla Nazimova[12]
- Casa de muñecas — filme argentino de 1943, sob direção de Ernesto Arancibia[13]
- Casa de muñecas — filme mexicano de 1954, sob direção de Alfredo B. Crevenna[14]
- Ett Dockhem — filme sueco de 1958, feito para TV, sob direção de Åke Falck[15]
- Ett Dockhem — filme sueco de 1970, feito para TV, sob direção e adaptação de Per Sjöstram[16]
- A Doll’s House — filme estadunidense de 1973, sob direção de Joseph Losey, estrelaod por Jane Fonda, Edward Fox, Trevor Howard[17]
- A Doll’s House — filme inglês de 1973, sob direção de Patrick Garland, estrelad o por Claire Bloom, Anthony Hopkins, Ralph Richardson, Denholm Elliott, Edith Evans[18]
- Casa de Bonecas — filme brasileiro de 1974, feito para TV, sob direção de Daniel Filho e exibido dentro do programa Caso Especial.[19]
- A Doll’s House — filme inglês feito de 1992, para TV, sob direção de David Thacker[20]
- Et Dukkehjem - filme dinamarquês de 2002, feito para TV, sob direção de Peter Reichhardt[21]

## Traduções em língua portuguesa
Fonte:
- E. Nascimento Correa. “Casa de Boneca”. Lisboa: Livraria Popular de Francisco Franco, s. d. (Coleção Biblioteca Dramática Popular)
- Autor Desconhecido. “Casa de Boneca”. Porto: Editor J. Ferreira da Silva (Biblioteca Lilás)
- Renato Viana. Tradução sem data, a partir do francês, de acordo com a SBAT[23], Rio de Janeiro[24].
- Brutus Dácio Germano Pedreira. Sem data, datilografado, de acordo com SBAT e FUNARTE[25].
- Emília de Araújo Pereira. “Uma casa de bonecas: drama em três atos”. Tradução de 1916, pela Editora Guimarães, Lisboa (Coleção Horas de Leitura)[26][27]. Essa tradução foi usada em 3 espetáculos: “Casa de boneca”, sob direção de Luiz Silveira (s.l.), ente 1940 e 1960; “Casa de boneca”, sob direção de Renato Viana, no Rio de Janeiro, em 1945; “Uma casa de bonecas”, sob direção de Vicente Eduardo Scrivano, em São Paulo, em 1956.

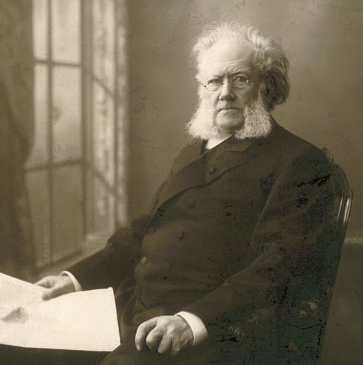
Ibsen, autor de Casa de Bonecas

- José Pérez. Tradução, organização e prefácio, na obra “Espectros/ Uma casa de bonecas”, São Paulo: Editora Cultura, 1942 (Série Clássica de Cultura: Os Mestres do Pensamento, 25).
- Alfredo Ferreira. Tradução “Casa de bonecas/ Os espectros” (Coleção Os Maiores Êxitos da Tela), Rio de Janeiro: Editora Vecchi, 1950, com 2ª edição em 1954.
- Lyad de Almeida. Tradução feita nos anos 1960, “Casa de boneca” foi utilizada na peça homônima dirigida por Octávio Chrysóstomo de Oliveira, em Campos de Goitacases, Rio de Janeiro, em 1964.
- Cecil Thiré. Tradução “Casa de bonecas”. São Paulo: Abril Cultural, 1976 (Teatro Vivo). A 2ª edição foi em 1983, a 3ª em 2003, para a Editora Nova Cultural (Coleção Obras-Primas). Foi utilizada nos espetáculos homônimos de Cecil Thiré, no Rio de Janeiro, em 1971, e de Sérgio Santiago, em São Paulo, em 1988.
- Maria Cristina Guimarães Aranyi. Tradução atualizada e corrigida “Casa de bonecas”, São Paulo: Veredas, 1990 (Coleção Viver a Vida). A 2ª edição, atualizada e corrigida, por Maria Cristina Guimarães Cupertino, foi em 2003 (Em Cartaz, 4).
- Elsa Uva. “Casa da Boneca”. Europa-América, 1998 (Coleção Os Grandes Clássicos do Teatro)
- Karl Erik Schollhammer/ Aderbal Freire-Filho. Tradução feita nos anos 2000 (s.d.), digitado, acervo da SBAT e FUNARTE. Tradução utilizada em dois espetáculos, “Casa de boneca”, sob direção de Aderbal Freire-Filho, no Rio de Janeiro, em 2001, e “Nossa casa de boneca”, sob direção de José Fernando Peixoto de Azevedo, em São Paulo, 2005.
- Karl Erik Schollhammer e Aderbal Freire-Filho - Peças escolhidas 3 (ao lado de Um inimigo do povo / Espectros / Os Pilares da Sociedade). Portugal: Livros Cotovia (Coleção Teatro), 2008, ISBN 978-972-795-265-6
- José Almino de Alencar e Silva Neto. Digitada, por volta de 2002, acervo da SBAT, baseada nas traduções estadunidense de McGuiness, “Doll’s house”, de Londres, publicado pela Faber and Faber, 1996, e de Marc Auchet, “Une Maison de poupée”, Paris: Librairie Générale Française, 1990. Foi utilizada no espetáculo “Casa de boneca”, sob direção de Bia Lessa, no Rio de Janeiro, em 2002.
- Ricardo Ottoni Vaz Japiassu. Adaptação livre digitada, acervo da SBAT, “Casinha de boneca”, em Teixeira de Freitas, Bahia, 2002.